# Robert Rodallega
Robert Rodallega (né le 18 novembre 1969 au Venezuela) est un joueur de football international vénézuélien, qui évoluait au poste de milieu de terrain.

## Biographie

### Carrière en sélection
Avec l'équipe du Venezuela, il joue 6 matchs (pour aucun but inscrit) entre 1991 et 1997. 
Il figure dans le groupe des sélectionnés lors des Copa América de 1991 et de 1997.
Il joue également trois matchs comptant pour les tours préliminaires de la coupe du monde 1998.